# Эшель, Тамар
Тамар Эшель (ивр. תמר אשל‎; 24 июля 1920, Лондон, Великобритания — 24 июля 2022, Иерусалим) — израильский дипломат и политик. Член делегации Израиля в ООН, председательница Комиссии ООН по положению женщин (1961); секретарь Национального совета Израиля по исследованиям и развитию (1964—1967); председательница движения НААМАТ (1974—1977). Депутат городского совета Иерусалима (1973—1983, в том числе заместитель мэра в 1978—1983), депутат кнессета от партии «Маарах» (1977—1984). Почётная гражданка Иерусалима (1990).

## Юность и деятельность в сионистских организациях
Родилась в 1920 году в Лондоне. Отец, Зеэв Шохам (Вольф Финкельштейн) — один из первых еврейских адвокатов Палестины, деятель движения общих сионистов, представитель Еврейского агентства в Лондоне в 1918—1924 годах. Мать, Циля Файнберг — представительница одного из самых влиятельных семейств нового ишува, дочь основателей Хадеры и сестра лидера НИЛИ Авшалома Файнберга, активистка сельскохозяйственного поселенческого движения. В 1923 году у Тамар родился младший брат Давид. В том же году семья Зеэва Шохама вернулась в Палестину, где к ним позже присоединился и он сам. В 1925 году Шохамы переехали в Хайфу, где Тамар в 1937 году окончила среднюю школу «Реали». В школе активно занималась общественной работой, состояла в движении скаутов и молодёжных сионистских организациях, в возрасте 14 лет присоединилась к отрядам еврейской самообороны «Хагана». Во время арабского восстания 1936—1939 годов работала связной «Хаганы», занималась снаряжением гранат и переборкой стрелкового оружия.
В 1937 году поступила в Еврейский университет в Иерусалиме. Годом позже перевелась в Лондонский университет, где первоначально изучала сельскохозяйственную энтомолию, которой рассчитывала заниматься в будущем. Однако поскольку за девушкой, как уроженкой Великобритании, не было установлено наблюдения британских спецслужб, «Хагана» использовала её для организации подпольной радиостанции в Лондоне. Когда факультет точных и естественных наук Лондонского университета был вынесен за пределы города, Шохам сменила специализацию, начав изучение арабского языка, ислама и Ближнего Востока. Эти темы лично её интересовали меньше, но переход позволил ей остаться в Лондоне и продолжать работу на «Хагану».
После начала Битвы за Британию вступила в отряды гражданской обороны, занимавшиеся нейтрализацией немецких бомб. Одновременно работала на заводе, производившем авиационное вооружение. В 1943 году бросила учёбу и добровольцем поступила на службу в Вооружённые силы Великобритании. Вначале служила шофёром в Шотландии, в августе 1944 года переведена в Египет, где первоначально направлена в центр военной разведки в Каире. После того, как стало известно о связи Шохам с еврейским ишувом Палестины, её перевели в учебное подразделение в Каире, а затем, по её просьбе — в Иерусалим. Уволившись из британской армии в 1946 году, вернулась в «Хагану», где служила на офицерской должности в подразделении «Шай». Занималась сбором политических разведданных, в особенности по работе комиссии UNSCOP, решавшей вопрос о будущем подмандатной Палестины. После того как в 1947 году была принята резолюция ООН о разделе Палестины, Шохам была направлена в Марсель, где возглавляла работу по подпольным закупкам вооружения и обеспечению нелегальной эмиграции европейских евреев в Палестину. После погрома 1948 года в Уджде (Марокко) Шохам отправили в Алжир, где она организовывала эвакуацию евреев Марокко и Алжира в только что созданное Государство Израиль. В том же году вышла замуж за экономиста Лионеля Шварца, в браке с которым на следующий год родилась дочь Яэль.

## Дипломатическая карьера
Вернувшись в Израиль, участвовала в работе общественной комиссии по проверке пригодности еврейских сотрудников британских мандатных органов для работы в государственных организациях Израиля. В 1950 году присоединилась к штату министерства иностранных дел, где вначале работала в исследовательском отделе, а позже в должности управляющей делами офиса генерального директора министерства. В 1954 году развелась с Лионелем Шварцем.

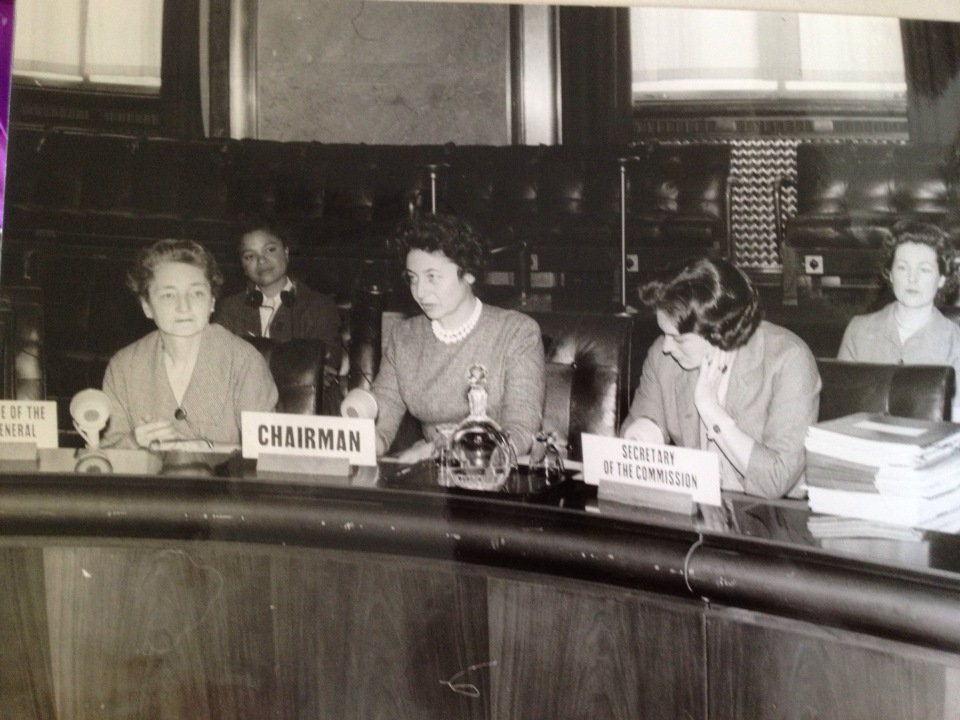
Тамар Эшель — председатель Комиссии по положению женщин, 1961 год

В 1955 году вошла в состав постоянной делегации Израиля в ООН и оставалась в нём до 1958 года, в течение работы семи сессий Генеральной Ассамблеи. Продолжала принимать участие в деятельности органов ООН и после завершения работы в постоянной делегации Израиля, в общей сложности на протяжении 30 лет, в том числе с 1968 года — в официальном ранге посла. В частности, входила в состав Комиссии по положению женщин и в 1961 году занимала пост её председателя.
Вернувшись в Израиль в 1958 году, была прикомандирована к офису премьер-министра как директор по технической помощи. Занимала эту должность до 1960 года. Также в году вышла замуж вторично, за ещё одного сотрудника министерства иностранных дел Арье Эшеля. Когда Эшель отправился в Нью-Йорк в качестве генерального консула Израиля, его жена использовала это назначение для создания в США и Канаде первой службы по связям с израильскими учёными. С 1962 по 1964 год Арье Эшель был послом Израиля в Бразилии, а Тамар Эшель в этот период возглавляла израильскую делегацию по оказанию технической помощи этой стране. По возвращении в Израиль в 1964 году назначена секретарём Национального совета по исследованиям и развитию при офисе премьер-министра и оставалась в этой должности до 1967 года. После назначения Арье Эшеля послом Израиля в Канаде последовала за ним за границу, однако в 1968 году Арье скончался, и Тамар снова вернулась в Израиль.

## Дальнейшая деятельность
По возвращении в Израиль по просьбе мэра объединённого Иерусалима Тедди Колека назначена советником мэра по государственным и религиозным вопросам, связанным со статусом города. В этой должности занималась связями с общественностью, осуществляла контакты между мэрией и правительственной комиссией по вопросам Иерусалима и входила в состав подкомиссий по городскому планированию. В 1973 году избрана депутатом городского совета Иерусалима; переизбиралась ещё дважды и входила в состав городского совета до 1983 года, в том числе одновременно с замещением других общественных и государственных постов. В 1973—1978 годах возглавляла в городском совете комиссию по культуре, а с 1978 по 1983 год отвечала за городское управление образования в ранге заместителя мэра. За эти пять лет в Иерусалиме было открыто особенно много учреждений образования.
С 1970 по 1973 год возглавляла Израильский совет женских организаций. В дальнейшем часто представляла Израиль на международных женских конференциях, включая конференции ООН по статусу женщины в Копенгагене (1980) и Найроби (1985). Занимала посты вице-президента Международного совета еврейских женщин и Международного совета женских организаций. С 1974 по 1977 год — председатель организации трудящихся-евреек НААМАТ и её Всемирного совета; объединение израильской и международной структур произошло именно в период руководства Эшель. В этой должности она также уделяла особое внимание работе с молодёжью, активно лоббировала поправки в законодательстве об абортах и способствовала созданию комиссии кнессета по улучшению положения женщин. В качестве руководителя НААМАТ входила в Центральный совет федерации профсоюзов «Гистадрут».
В 1977 году стала членом кнессета 9-го созыва от блока «Маарах». Вторично избрана в кнессет в 1981 году от этого же списка. В кнессете 10-го созыва возглавляла подкомиссии по борьбе с дорожными авариями и по делам Управления по жалобам населения; в обоих составах входила в комиссию по внутренним делам и защите окружающей среды, в кнессете 9-го созыва — также в комиссию по делам кнессета и комиссию по алие и абсорбции, а в кнессете 10-го созыва — в комиссию по экономике и комиссию по вопросам государственного контроля. Участвовала в создании в кнессете 10-го созыва подкомиссии по пересмотру законодательства об изнасилованиях, способствовала изменению подхода к семейному насилию в полиции Израиля. В условиях, когда менее 10 % от числа депутатов кнессета составляли женщины, Эшель рассматривала себя как представительницу меньшинств в парламенте.

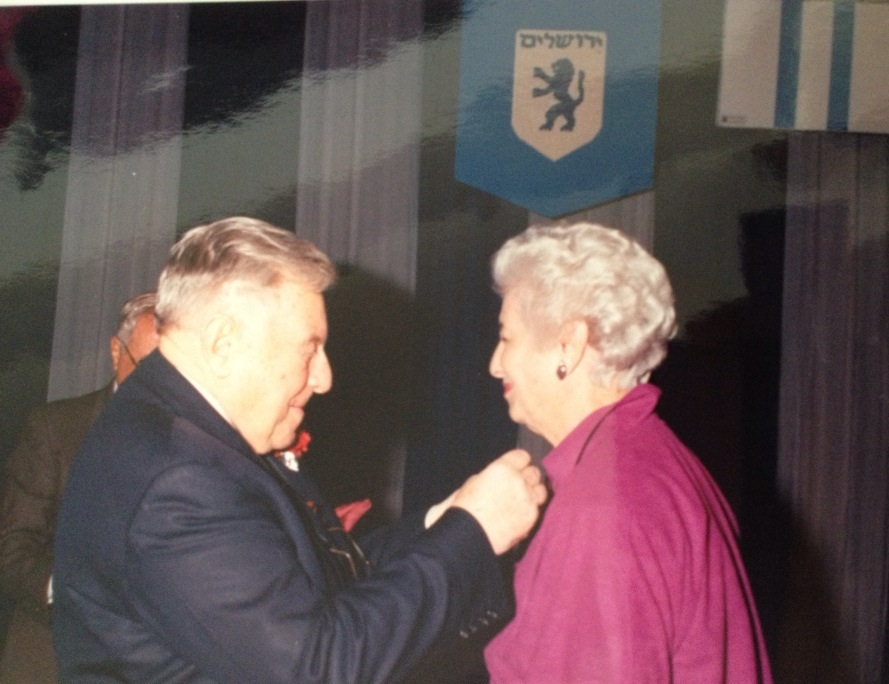
Тедди Колек и Тамар Эшель, 1990 год

По завершении депутатской карьеры продолжала активное участие в различных общественных структурах и комиссиях. В частности, возглавляла Ассоциацию друзей Академии искусств «Бецалель» и национальный совет по делам эфиопских евреев, на протяжении 12 лет входила в совет директоров Национальной угольной компании. В 1990 году удостоена звания почётной гражданки Иерусалима. Последние годы жизни провела в этом городе, где скончалась в свой 102-й день рождения, 24 июля 2022 года.